# テルエル火力発電所
テルエル火力発電所（Central térmica Teruel、またはCentral térmica de Andorra）は、スペイン・アラゴン州テルエル県アンドーラに位置する火力発電所。この発電所には高さ343mの煙突がある。